# Daniel Offenbacher
Daniel Offenbacher (Scheifling, 18 febbraio 1992) è un calciatore austriaco, centrocampista del Domžale.

## Carriera

### Club
Debutta il 16 ottobre 2010 nella sconfitta interna 0-2 contro il Kapfenberger.

### Nazionale
Con la nazionale Under-20 ha partecipato al Mondiale di categoria del 2011 in Colombia, prendendo parte a due partite.

## Palmarès

### Club

#### Competizioni nazionali
- Campionato austriaco: 1

Salisburgo: 2011-2012
- Coppa d'Austria: 1

Salisburgo: 2011-2012
- Supercoppa di Lituania: 1

Sūduva: 2018
- Campionato lituano: 1

Sūduva: 2018